# Гвозно (Коњиц)
Гвозно је насељено мјесто у општини Коњиц, Босна и Херцеговина.

## Становништво
|         | 2013.      | 1991.      | 1981.      | 1971.       |
| Укупно  | 0 (0,000%) | 0 (0,000%) | 2 (100,0%) | 32 (100,0%) |
| Срби    | –          | –          | 1 (50,00%) | 29 (90,63%) |
| Хрвати  | –          | –          | 1 (50,00%) | –           |
| Бошњаци | –          | –          | –          | 3 (9,375%)1 |

1. 1 На пописима од 1971. до 1991. Бошњаци су пописивани углавном као Муслимани.